# Variaciones sobre un tema de Robert Schumann (Clara Schumann)

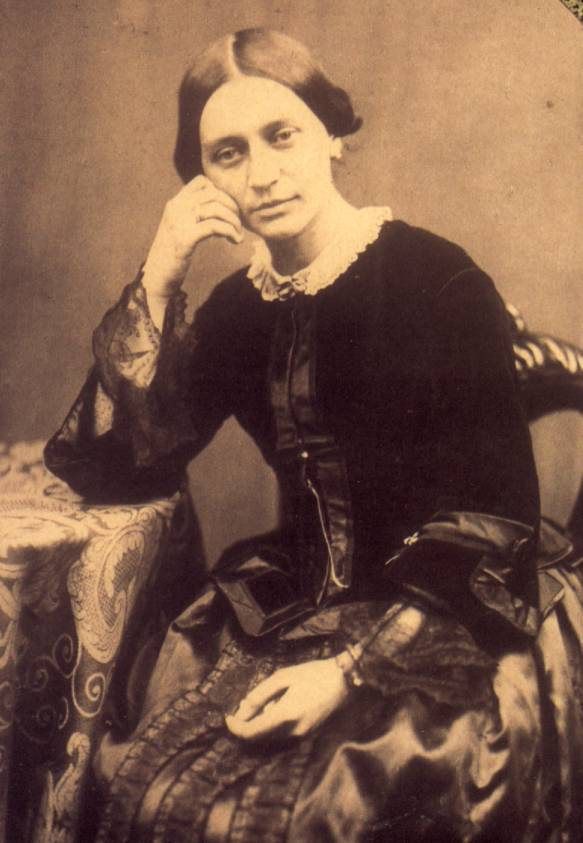
Clara Schumann en 1853.

Variaciones sobre un tema de Robert Schumann (en alemán: Variationen über ein Thema von Robert Schumann) Op. 20 es una obra para piano compuesta por Clara Schumann en junio de 1853 y publicada en 1854 por Breitkopf & Härtel.

## Historia
Después de no haber compuesto nada desde hacía cinco años, Clara Schumann decidió volver a la composición y escribió en su diario en 1853: 
«Hoy comencé a componer de nuevo, por primera vez en varios años. Para el cumpleaños de Robert quiero escribir variaciones sobre un tema de sus Bunte Blätter. Sin embargo, es muy difícil para mí porque he estado alejada de la composición por demasiado tiempo.»
El tema elegido era una pieza que había compuesto su marido Robert en 1841 y que fue publicada en 1852 como el número 4 de su Opus 99, una colección de 14 piezas llamada Bunte Blätter. Vierzehn Klavierstücke op. 99. La obra de Clara se publicó como su Opus 20 en 1854, cuando Robert estaba ya hospitalizado después de su intento de suicidio. Varios años más tarde apareció otra obra basada en el mismo tema. Johannes Brahms, entrañable amigo del matrimonio Schumann, compuso también unas variaciones sobre el mismo tema: Variaciones sobre un tema de Schumann Op. 9 (Variationen über ein Thema von Schumann op. 9). Fue una de sus últimas composiciones para piano.

## Estructura
El tema se compone de tres secciones. La primera sección tiene dos frases y la melodía principal está en la voz superior (la más aguda). Aunque en la partitura solamente aparecen escritas los títulos del tema y de siete variaciones, hay una más, que es la octava variación.